# Estación de Raíces
La estación de Raíces es un apeadero ferroviario situado en el municipio español de Castrillón en el Principado de Asturias. Forma parte de la red de vía estrecha operada por Renfe Operadora a través su división comercial Renfe Cercanías AM. Está integrada dentro del núcleo de Cercanías Asturias como parte de la línea C-4 (antigua F-4) entre Cudillero y Gijón. Cuenta también con servicios regionales. 

## Situación ferroviaria
Se encuentra en el punto kilométrico 289,74 de la línea férrea de ancho métrico que une Ferrol con Gijón a 10 metros de altitud. El tramo es de vía única electrificada. 

## Historia
Las instalaciones ferroviarias fueron abiertas al tráfico el 11 de septiembre de 1956 con la apertura del tramo Pravia-Avilés. El Estado fue el encargado de realizar unas obras que pretendían unir Ferrol con Gijón siguiendo la costa cantábrica, algo que no sucedió hasta el 6 de septiembre de 1972. Este tramo, el primero en abrirse de la línea, fue explotado inicialmente por la compañía del Ferrocarril de Carreño aprovechando que la misma ya tenía una línea en funcionamiento entre Avilés y Gijón. El Estado recuperó la titularidad del trazado en 1968 otorgando la gestión a FEVE que la mantuvo hasta 2013, momento en el cual la explotación fue atribuida a Renfe Operadora y las instalaciones a Adif.

## Servicios ferroviarios

### Cercanías
Forma parte de la línea C-4 Gijón - Cudillero de Cercanías Asturias. Al menos quince trenes diarios, en ambos sentidos, se detienen entre semana en el recinto. La frecuencia disminuye durante los fines de semana y festivos.
| procedencia/destino | < estación  | Línea | estación > | destino/procedencia |
| ------------------- | ----------- | ----- | ---------- | ------------------- |
| Gijón               | Cristalería |       | Salinas    | Cudillero           |